# Mochlus vinciguerrae
Mochlus vinciguerrae là một loài thằn lằn trong họ Scincidae. Loài này được Parker mô tả khoa học đầu tiên năm 1932.